# Passiflora incarnata
Passiflora incarnata ist eine in den südöstlichen USA heimische Pflanzenart, die zu der über 500 Arten umfassenden Familie der Passionsblumengewächse gehört. Zugleich stellt sie die Typusart der Gattung Passiflora dar, die mit mehr als 400 Arten die umfangreichste Gattung der Familie bildet. Die von christlichen Missionaren als Insignien der Passion gedeuteten Blütenmerkmale haben sich nicht nur in der wissenschaftlichen Gattungsbezeichnung („Passiflora“ = „Passionsblume“), sondern auch dem Artnamen („incarnata“ = „die Fleisch gewordene“) niedergeschlagen.
In den USA ist die essbare Früchte tragende Art auch als „Maypop“ geläufig, im Deutschen wird sie gelegentlich als Winterharte Passionsblume oder Fleischfarbene Passionsblume bezeichnet. Passiflora incarnata zählt zu den frosthärtesten aller Passionsblumen und liefert das pharmazeutisch zum Beispiel in Tees oder Dragees genutzte Passionsblumenkraut (Passiflorae herba). Die Beweislage für eine medizinische Wirkung beim Menschen durch klinische Studien ist bisher gering, aber es liegen langjährige klinische Erfahrungen vor. Im Tierversuch wurde eine direkte Wirkung auf den GABA-Rezeptor nachgewiesen, der eine große Rolle bei der Kontrolle von Angst und Stressreaktionen spielt. Für pharmakologische Wirkungen verantwortliche Substanzen sind noch nicht eindeutig identifiziert, werden jedoch in der Stoffgruppe der in den krautigen Pflanzenbestandteilen enthaltenen Flavonoide vermutet.
Der „Studienkreis Entwicklungsgeschichte der Arzneipflanzen“ an der Universität Würzburg wählte Passiflora incarnata wegen ihres Wirkungsprofils und der langen Nutzungsgeschichte zur Arzneipflanze des Jahres 2011.

## Beschreibung

### Vegetative Merkmale

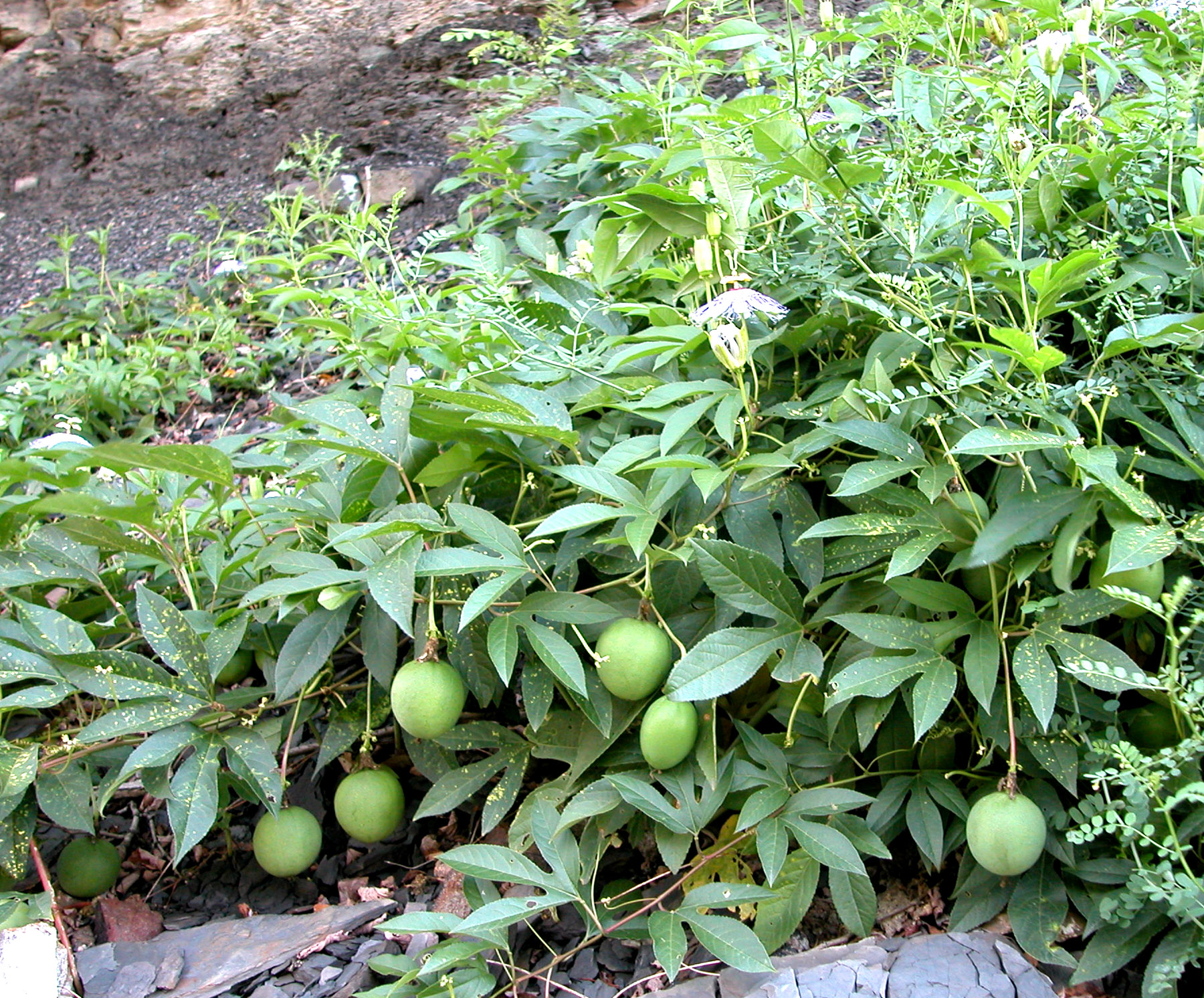
Passiflora incarnata, fruchtende Pflanze

Passiflora incarnata ist ein immergrüner, ausdauernder Kletterstrauch. Der verholzende Stängel ist an jüngeren Teilen grün und im Querschnitt leicht eckig, an älteren Pflanzenteilen eher grau und rund. Die Art entwickelt 2 bis 6 Meter (selten 10 Meter) lange Triebe. Der Verankerung dienen runde, glatte, unverzweigte und am Ende korkenzieherartig gewundene Sprossranken, die den Blattachseln entspringen. Die netznervigen Laubblätter sind wechselständig angeordnet, tief dreiteilig gelappt und leicht gesägt. Ihre Länge und Breite beträgt etwa 6 bis 15 Zentimeter. Sie sind unbehaart oder fein behaart, dann am deutlichsten auf den Blattadern und dem Blattstiel. Die Blattstiele erreichen bis zu 8 Zentimeter Länge, sind furchig, oft verdreht und tragen im oberen Bereich zwei auffällige, höckerförmige Nektarien. Die Blattspreite trägt ebenfalls Nektarien. Die beiden 2 bis 8 Millimeter langen Nebenblätter sind borstenförmig und fallen frühzeitig ab.

### Blüten

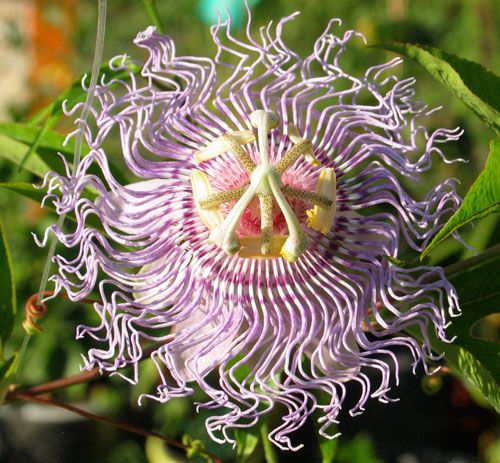
Passiflora incarnata, Blüte

Die radiärsymmetrischen und fünfzähligen Blüten erreichen einen Durchmesser von 6 bis 8 Zentimeter. Sie stehen einzeln an bis zu 10 Zentimeter langen Stielen und werden von drei zugespitzten Hochblättern umgeben, an denen sich Nektarien befinden. Die fünf Kelchblätter sind an der Außenseite grünlich, innen weißlich, bis zu 3 Zentimeter lang und tragen eine kurze Granne. Die fünf Kronblätter sind weniger derb und etwas kürzer als die Kelchblätter. Meist sind die Kronblätter blassrosa. Ihre Farbe ist jedoch variabel: Es kommen auch rötlich-violette Tönungen vor, bei der forma alba sind sie weiß. Kelch- und Kronblätter bilden gemeinsam einen zehnblättrigen Kreis. Der für Passionsblumen typische Strahlenkranz innerhalb der Blütenkrone (auch als Corona bezeichnet) bildet eine Nebenkrone und besteht bei Passiflora incarnata aus etwa 100 fransenartigen, gewellten Fortsätzen; diese sind nach innen hin weißlich, nach außen rosa bis hellviolett mit dunklerer Bänderung.
Die fünf Staubblätter tragen gelbe Staubbeutel (Antheren). Staubblätter und der in drei Narbenäste geteilte Griffel sitzen einem (für Passionsblumen typischen) verlängerten säulenartigen Abschnitt auf, der als Mittelsäule oder Androgynophor bezeichnet wird. Der Fruchtknoten ist oberständig, die drei Fruchtblätter sind miteinander verwachsen (synkarp).
Die Blütezeit erstreckt sich in der Regel von Juni bis September. Jede Blüte ist nur etwa einen Tag lang geöffnet, während die drei Hochblätter wesentlich langlebiger sind. Die Blüten von Passiflora incarnata sind in der Regel zwittrig, die Pflanzen bilden besonders bei schlechtem Ernährungszustand aber auch männliche Blüten aus. In diesem Fall sind zwar beide Geschlechter vorhanden, jedoch nur das männliche funktionsfähig (sogenannte Andromonözie).

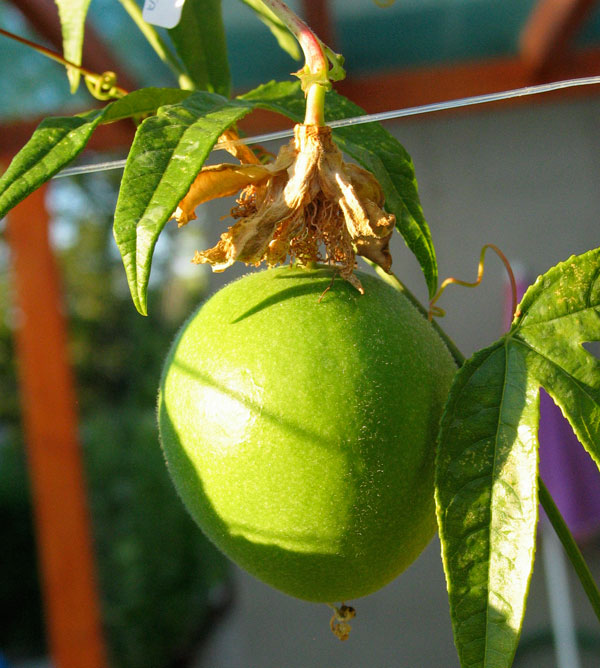
Passiflora incarnata, Beerenfrucht

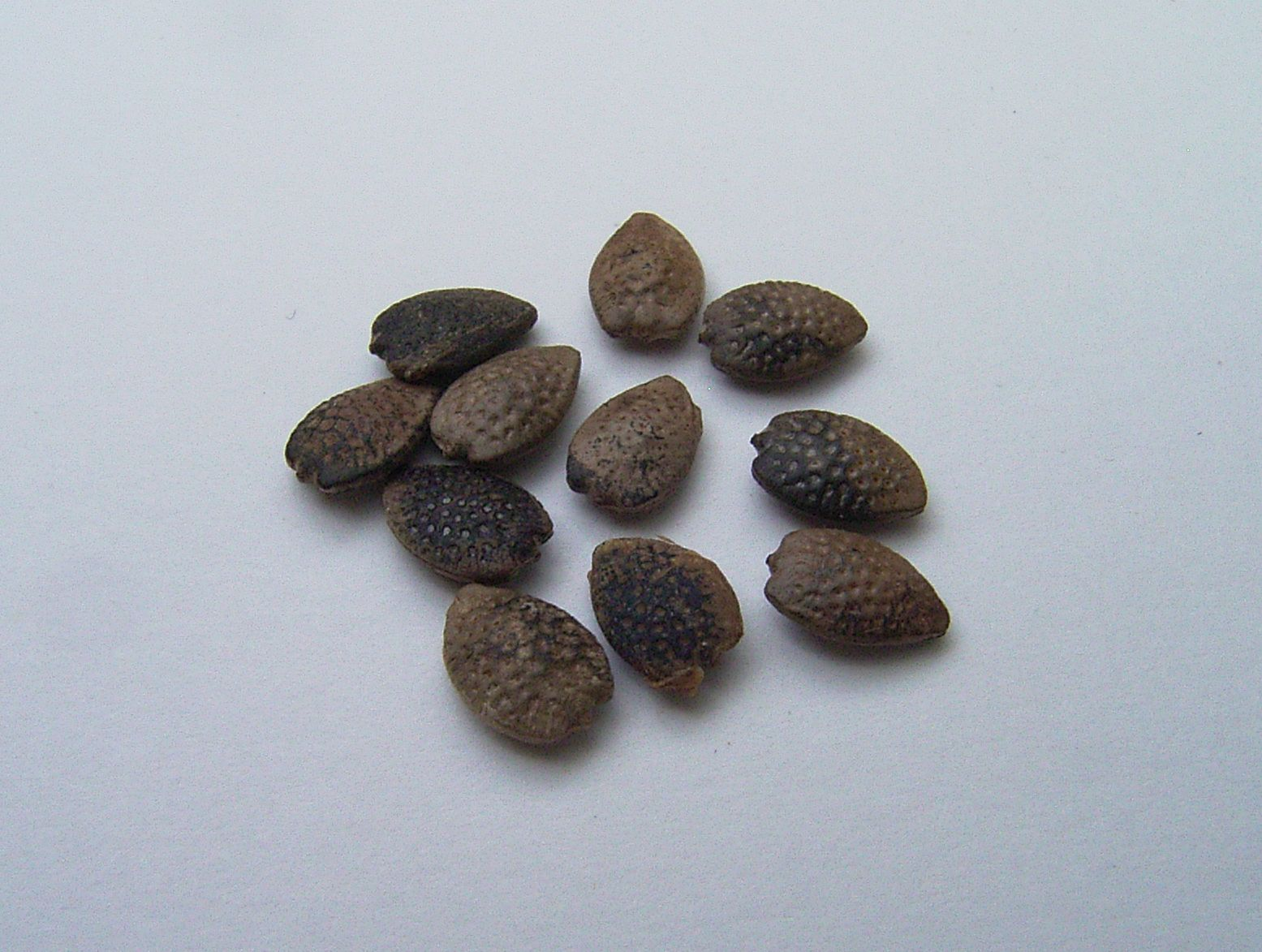
Passiflora incarnata, Samen

### Früchte und Samen
Die ovalen, gelblichen Früchte sind Beeren, die in der Form etwa Hühnereiern entsprechen. Ihre Länge differiert zwischen 4 und 10 Zentimetern. Die Reifung dauert etwa zwei bis drei Monate. Die darin enthaltenen zahlreichen Samen sind ausgereift dunkelbraun, grubig-punktiert, oval-abgeflacht, 5 bis 8 Millimeter lang und 2 bis 3 Millimeter breit. Die essbare, saftig-süße Pulpa wird durch schleimige Arilli gebildet, in welche die einzelnen Samen eingebettet sind.

### Chromosomenzahl
Die Chromosomenzahl beträgt 2n = 18.

## Ökologie

### Verbreitung und Standort

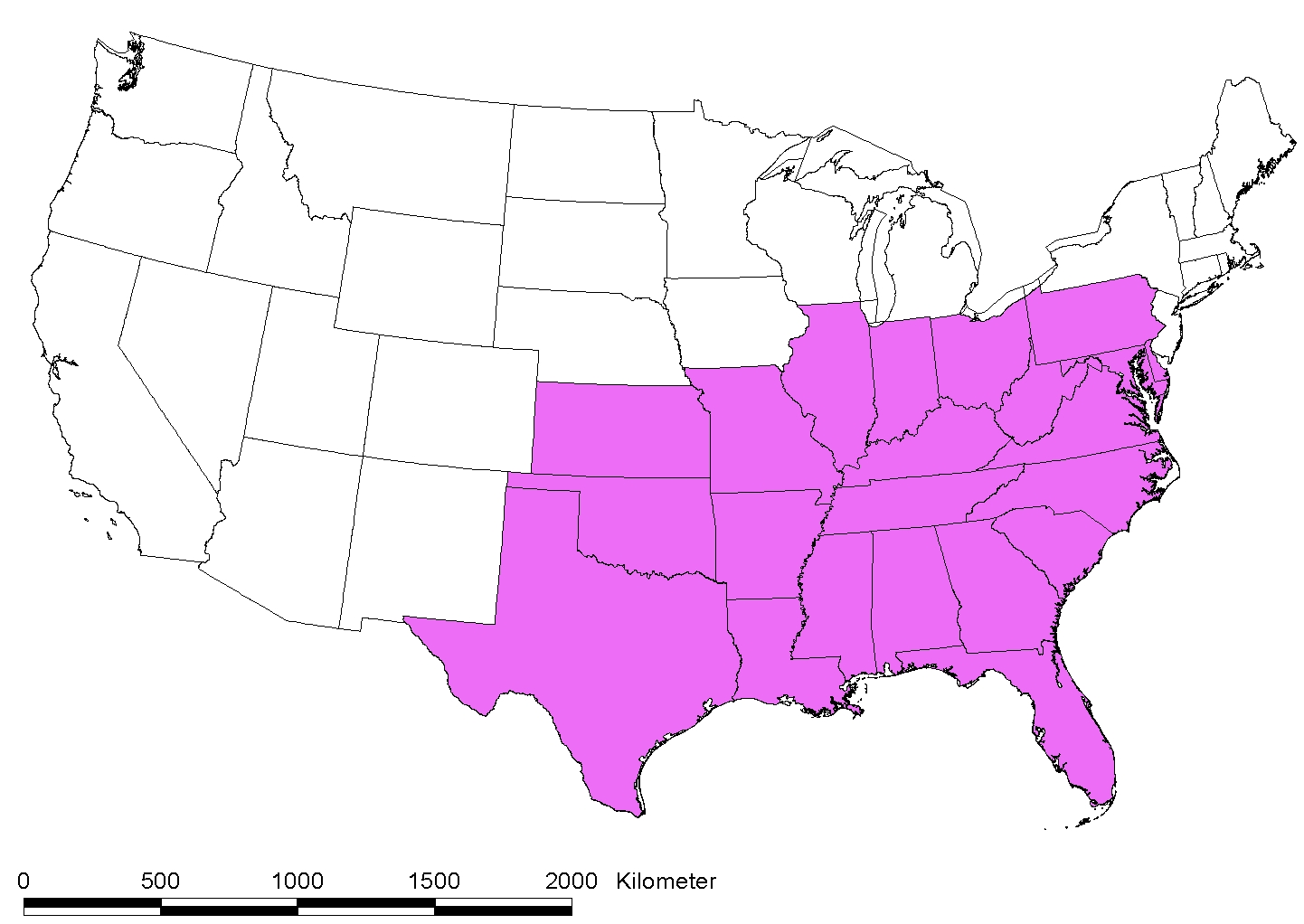
Verbreitung von Passiflora incarnata; US-Bundesstaaten mit natürlichen Vorkommen sind eingefärbt.

Passiflora incarnata ist eine von zwei nordamerikanischen Passionsblumenarten; neben ihr kommt dort nur noch die Gelbe Passionsblume (Passiflora lutea) vor. Die Heimat von Passiflora incarnata liegt in den südöstlichen USA, dort wird die Pflanze oder auch nur deren Frucht als „Maypop“ bezeichnet. Weitere dortige englische Bezeichnungen sind „Purple passionflower“ oder „Passion vine“. Die nördliche Verbreitungsgrenze verläuft durch die US-Bundesstaaten Missouri, Illinois, Indiana, Ohio und Pennsylvania. Im Westen erreicht sie Texas, Kansas und Oklahoma, im Süden Florida. Wird sie durch den Menschen verschleppt, kann sie sich in geeigneter Umgebung als invasive Art erweisen: So ist sie auf den Bermudas inzwischen verwildert. Auch auf den Bahamas, den Antillen, in Mexiko, Mittelamerika, Brasilien und Argentinien ist die Art mittlerweile zu finden.
Anbaugebiete für die pharmazeutische Verwendung befinden sich in Florida und Indien, in kleinerem Umfang auch in Italien und Spanien.
Passiflora incarnata bevorzugt sandige bis steinige, eher trockene Standorte und ist in den Verbreitungsgebieten besonders an Hecken, Straßenböschungen, Feld- und Lichtungsrändern zu finden. Zumindest für die Hälfte des Tages benötigt sie direkte Besonnung. Ausgewachsene Exemplare können Fröste bis zu etwa −15 °C überstehen (wobei die oberirdischen Pflanzenteile allerdings absterben), damit ist sie neben der Blauen Passionsblume (Passiflora caerulea) und der Gelben Passionsblume (Passiflora lutea) die frosthärteste Art der Familie. Passiflora incarnata ist an ihren natürlichen Standorten nicht gefährdet.
Die Art ist in der Lage, sich durch unterirdische Wurzelausläufer vegetativ zu vermehren. Bei der Besiedlung gestörter Standorte (etwa frisch gerodete Flächen oder Erdaufschüttungen) überwiegt jedoch die sexuelle Reproduktion gegenüber der vegetativen.

### Blütenökologie

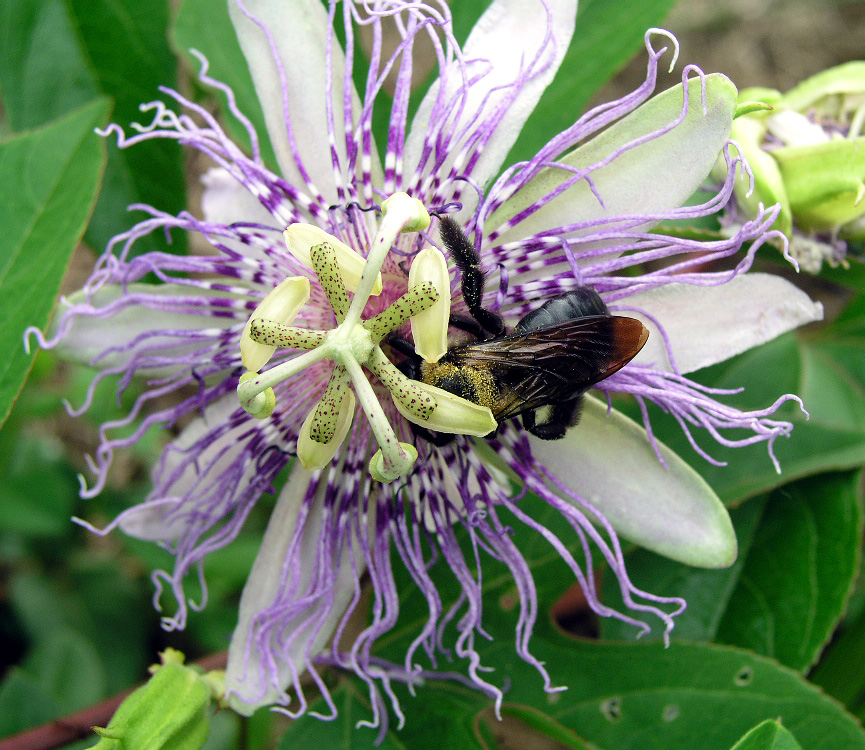
Blüte mit Biene

Passiflora incarnata ist selbstinkompatibel, die Blüten einer Pflanze können sich also nicht selbst befruchten. Da sich die Nektarien der Blüten fast aller Vertreter der Gattung Passiflora in einer mit Zähnen verschlossenen Einsenkung des Blütenbodens befinden, welche das Androgynophor umgibt, sind sie nur für kräftige Insekten zugänglich. Als Bestäuber der Blüten fungieren häufig Holzbienen der Gattung Xylocopa. Diese müssen, um den Nektar vollständig auszubeuten, einen Kreis um das Androgynophor beschreiben. Passionsblumen und mit ihnen Passiflora incarnata gehören daher aus blütenbiologischer Sicht zum Typ der sogenannten „Umlaufblumen“. Darüber hinaus sind sie proterandrisch (vormännlich), was bedeutet, dass der Pollen vor Ausreifung des Stempels freigesetzt wird. Bei Blüten in frühem Blühzustand wird dabei der Rücken des Bestäubers mit Pollen bepudert, der dann bei Blüten im fortgeschrittenen Blühstadium an die nunmehr abgesenkten drei Narbenköpfe abgegeben werden kann.
Die Blüten von Passiflora incarnata werden auch gerne von Schmetterlingen besucht, die außerdem den Nektar der extrafloralen Nektarien im Blattbereich nutzen; dies gilt auch für Nachtschmetterlinge (beispielsweise die Nachtfalterart Herpetogramma phaeropteralis). Die extrafloralen Nektarien locken zudem Ameisen an, die durch ihre Anwesenheit den Befall der Pflanze durch Fraßfeinde (insbesondere Raupen verschiedener Schmetterlingsarten) reduzieren.

## Inhaltsstoffe
Charakteristische Inhaltsstoffe der krautigen Pflanzenmasse von Passiflora incarnata stammen aus der Gruppe der Flavonoide. Hauptsächlich handelt es sich um von Apigenin und Luteolin abgeleitete C-Glycoside, etwa Isovitexin, Isoorientin und weitere verwandte Substanzen. Angaben zum Flavonoid-Gesamtgehalt schwanken – auch abhängig vom Analyseverfahren – zwischen 0,47 % und 3,91 % in der getrockneten Droge. Cumarin-Derivate, essentielle Fettsäuren sowie Ätherische Öle sind in Spuren nachgewiesen. Potenziell toxische Harman-Alkaloide sind, im Gegensatz zu früheren Aussagen nicht oder nur in vernachlässigbar geringen Spuren vorhanden. Ähnliches gilt für Maltol, das nach älteren Untersuchungen in kleinen Mengen enthalten sein soll, was neueren Studien zufolge aber wahrscheinlich ein Artefakt darstellt. Das in Passiflora incarnata nachgewiesene cyanogene Glykosid Gynocardin wurde bisher in keiner anderen Passionsblumenart gefunden, ist jedoch in unbedenklich geringer Menge enthalten. Daraus freigesetzte Blausäure konnte nicht nachgewiesen werden.
In der Wurzel, die bislang kaum auf Inhaltsstoffe untersucht wurde, obwohl sie den von amerikanischen Ureinwohnern medizinisch genutzten Pflanzenteil darstellt (s. u.), sind Cumarine (Scopolentin und Umbelliferon) nachgewiesen worden. Die Früchte enthalten verschiedene Zucker und organische Säuren; Flavonglykoside wurden in Früchten und Samen in Spuren nachgewiesen.

## Verwendung

### Zierpflanze
Die bis −15 °C frostharte Passiflora incarnata wird in klimatisch geeigneten Gegenden manchmal als Zierpflanze verwendet. Die meisten europäischen Klone sind durch Virusbefall gekennzeichnet, der sich in weißen Flecken auf den Blättern und gelegentlichen Deformationen der Blattränder äußert. Einige Hybriden (siehe unten) werden ebenfalls zu Zierzwecken gepflanzt.

### Nahrungsmittel
Nordamerikanische Ureinwohner nutzten Passiflora incarnata als Nahrungsmittel und zur Getränkzubereitung. Die Samen wurden in mehrere tausend Jahre alten archäologischen Stätten der südöstlichen Algonkin in Virginia gefunden. Ebenfalls aus Virginia berichteten die Forschungsreisenden William Strachey und John Smith 1612, dass dort ansässige Indianerstämme die Pflanzen unter der Bezeichnung Maracock (die Ähnlichkeit mit dem aus dem südamerikanischen Guaraní stammenden Wort Maracuja düfte Zufall sein) ihrer Früchte wegen anpflanzten. Diese wurden entweder roh gegessen oder zu Sirup verarbeitet. Ihr Saft wurde auch ausgepresst und genossen, zuweilen gestreckt mit Mehl. Auch junge Triebe und Blätter dienten, gemischt mit anderen Gemüsen, der Ernährung.
Als Nahrungsmittel besitzt die Art heute keine nennenswerte wirtschaftliche Bedeutung, anders als beispielsweise Passiflora edulis.

### Volksmedizinische und pharmazeutische Verwendung
Bei den Ureinwohnern Nordamerikas kam – im Gegensatz zu heute – Passiflora incarnata medizinisch nicht als Kraut, sondern in Form von Wurzelzubereitungen zum Einsatz. Die Houma verwendeten Wurzelstückchen in Trinkwasser als Blut-Tonikum. Die Cherokee verabreichten Kleinkindern zur leichteren Entwöhnung Wurzeltee, bei Erwachsenen wurde er gegen Leberbeschwerden eingesetzt. Breiumschläge aus gemahlener Wurzel wurden bei Schnittwunden verwendet, abgekochter Wurzelsud bei Entzündungen eingesetzt und warme Aufgüsse bei Ohrenschmerzen in die Ohren geträufelt.
In der Volksheilkunde der eingewanderten europäischen Siedler im südlichen Appalachengebiet wurden Aufgüsse aus getrockneten Blättern als Sedativum bei Nervosität, Hysterie und gegen Schlaflosigkeit verwendet (ob diese Praxis von den Ureinwohnern übernommen wurde, ist nicht bekannt). Die früheste Beschreibung amerikanischer Heilpflanzen, die 1787 in lateinischer Sprache publizierte Materia Medica Americana des deutschen Naturforschers Schoepf, erwähnt die Verwendung von Passiflorae species in Carolina als Mittel gegen Epilepsie im Alter. Eine amerikanische Überblicksdarstellung von 1896 schildert ein breites Wirkungsspektrum von Passiflora incarnata, das von der Verwendung als Nerven-Sedativum und -Tonikum über Schlafmittel, Krampflöser und Durchfallmittel bis hin zum Einsatz als Antiepileptikum oder der Verhinderung drohender Fehlgeburten reicht.
In den USA auch im 20. Jahrhundert in verschiedenen freiverkäuflichen Zubereitungen erhältlich, wurde Passiflora incarnata 1978 die Anerkennung durch die Food and Drug Administration (FDA) entzogen, was damit zusammenhing, dass ab diesem Zeitpunkt die Hersteller Daten zur Sicherheit und Wirksamkeit liefern mussten. Da entsprechende Nachweise ausblieben, ging die medizinische Verwendung von Passiflora incarnata in den USA stark zurück, anders als in Deutschland, Frankreich und weiteren europäischen Ländern. Daher gelangt die Hauptmenge geernteter Blätter nunmehr nach Europa.
Eine medizinische Verwendung von Passiflora incarnata in Europa ist im 20. Jahrhundert insbesondere bei leichten Symptomen nervöser Unruhezustände, als Einschlafhilfe oder auch als angst- und krampflösendes Mittel in namhaften medizinischen Handbüchern belegt (etwa im 1938 publizierten Lehrbuch der biologischen Heilmittel von Gerhard Madaus). Verwendet wird entweder das getrocknete Laub (das auch Teile von Blüten und Früchten enthalten kann) oder ethanolische bzw. methanolische Extrakte mit einem Mindestgehalt von 2,0 % an Flavonoiden. Im Europäischen Arzneibuch wird die aus P. incarnata gewonnene Droge als „Passiflorae herba“ („Passionsblumenkraut“) bezeichnet (Synonym: „Herba Passiflorae“). Passionsblumenkraut findet sich in freiverkäuflichen pharmazeutischen Präparaten, entweder feingeschnitten in Teezubereitungen oder als Auszug in Dragees oder Tropfen, meist in Kombination mit anderen Pflanzen, insbesondere Baldrian, Weißdorne, Hopfenzapfen oder Melissenblättern. Auch Kombinationspräparate von Johanniskraut, Passionsblume und Baldrian werden angeboten. Das enthaltene „Passionsblumenkraut“ muss stets von Passiflora incarnata stammen (auch wenn Darstellungen auf der Verpackung fälschlich oft andere Arten wie die Blaue Passionsblume zeigen).
Die frischen oberirdischen Teile von Passiflora incarnata kommen auch in der Homöopathie gegen Schlaflosigkeit, Krampfleiden und Unruhezustände zur Verwendung. Neben Urtinktur und flüssigen Verdünnungen werden auch Streukügelchen, Tabletten und Salben daraus hergestellt.

### Toxikologische Eigenschaften
Frühere Studien stuften die gesamte Pflanze mit Ausnahme der Früchte als giftig ein. Dies beruhte auf der Annahme eines toxikologisch relevanten Gehaltes an Harman-Alkaloiden, die sich jedoch als nicht haltbar erwies. Als toxische Inhaltsstoffe kommen bei einigen Passionsblumenarten zwar hohe Gehalte an cyanogenen Glycosiden vor; bei Passiflora incarnata konnte aus dieser Stoffgruppe jedoch lediglich Gynokardin in einer unbedenklich geringen Konzentration nachgewiesen werden. Berichte über Vergiftungen beim Menschen durch Bestandteile der Pflanze sind nicht bekannt.
Im Tierversuch (bei Mäusen und Ratten) liegt die mittlere letale Dosis (LD50), also diejenige, bei der die Hälfte der Tiere stirbt, bei oraler Gabe mit über 15 g/kg sehr hoch (zum Vergleich Vitamin C: 11,9 g/kg bei Ratten). Auch Langzeitgaben hoher Dosen blieben im Tierexperiment ohne Einfluss auf Gewicht, Temperatur und Koordinationsvermögen. Eine Genotoxizität ist nicht nachgewiesen. Zu eventueller Karzinogenität und Reproduktions- bzw. Entwicklungstoxizität liegen keine Studien vor. Auch eine eventuelle Mutagenität ist nicht untersucht (der Ames-Test wäre hierbei ein Standardverfahren). Zu eventuellen Nebenwirkungen oder Kombinationswirkungen mit anderen Medikamenten sind ebenfalls keine Daten verfügbar.

### Wirksamkeitsstudien
Dem Passionsblumenkraut werden traditionell positive Wirkungen besonders bei nervösen Zuständen und leichten Einschlafstörungen zugeschrieben, ferner krampflösende und anxiolytische (angstlösende) Eigenschaften. Ein 2008 publizierter Report (Monografie) des Ausschusses für pflanzliche Arzneimittel (Committee on Herbal Medicinal Products, HMPC) der Europäischen Arzneimittelagentur (EMA) belegt bis zu diesem Zeitpunkt nur vier klinische Studien beim Menschen mit entsprechender Fragestellung. Sofern diese überhaupt über eine Wirksamkeit berichten, weisen sie inhaltliche bzw. statistisch-methodische Defizite auf, so dass sie eine klinische Wirksamkeit nicht hinreichend belegen können. Ein Cochrane Review kam im gleichen Jahr zu einem vergleichbaren Ergebnis.
Die meisten derzeit in Deutschland zugelassenen Passionsblumen-Präparate sehen die Behandlung von nervösen Unruhezuständen vor. Die Zulassung wurde aufgrund einer Monografie der Kommission E der EMA erteilt, welche 2008 durch den Report der HMPC abgelöst wurde. Diese schreibt dem Passionsblumenkraut nur noch die sogenannte traditionelle Anwendung zur Linderung milder Stresssymptome und als Schlafhilfe zu.
Tierexperimentelle Studien bei Ratten und Mäusen mit Extrakten aus Passiflora incarnata ergaben Hinweise auf sedierende und anxiolytische Wirkungen. In-vitro-Untersuchungen konnten inzwischen die Wirksamkeit von Passionsblumenextrakt am GABA-Rezeptor bestätigen. So wurde festgestellt, dass der Passionsblumentrockenextrakt die Wiederaufnahme des Neurotransmitters GABA (Gamma-Amino-Buttersäure) in die Synaptosomen hemmt. Der Extrakt hat jedoch keinen Einfluss auf die GABA-Freisetzung und die GABA-Transaminaseaktivität. Mit Hilfe von Bindungsstudien wurde der Einfluss des Passionsblumenkrauts auf den GABA-B-Rezeptor festgestellt. Das Passionsblumenkraut wirkt als Antagonist. GABA-B-Modulatoren sind als Anxiolytika beschrieben worden. Außerdem wirken sie sich unterstützend bei der Suchtentwöhnung aus. Passionsblumenkraut hatte in den Bindungsstudien auch einen Einfluss auf die GABA-A-Rezeptoren, jedoch nicht an deren Ethanol- oder Benzodiazepin-Bindungsstelle. Es ist sehr wahrscheinlich, dass die Bindung des Passionsblumenextraktes an die GABA-Bindungsstelle des GABA-A-Rezeptors für dessen klinische Wirksamkeit relevant ist.
Eine eindeutig für die pharmakologische Wirksamkeit verantwortliche Substanz wurde bislang nicht identifiziert, eventuell handelt es sich auch um ein Substanzgemisch. Eine indische Autorengruppe führt die Wirkungen auf ein nicht genauer spezifiziertes trisubstituiertes Benzoflavonderivat zurück, dessen Wirksamkeit auf Interaktion mit einem Enzym der Cytochrom-P450-Familie beruhen soll. Auch eine krampflösende Wirkung von Pflanzenextrakten konnte bei Mäusen gezeigt werden, die offenbar insbesondere über GABA- bzw. Benzodiazepin-Rezeptoren vermittelt wird. Als für angstlösende Wirkung bei Ratten verantwortliche Substanz wird das Flavonoid-Aglykon Chrysin (5,7-Dihydroflavon) in Betracht gezogen. Eine positive Wirkung im Hinblick auf Vorbeugung gegen Arteriosklerose und cardioprotektive (herzschützende) Effekte wird ebenfalls beschrieben und mit der antiradikalischen Eigenschaft der enthaltenen Flavonoide begründet.
Insgesamt stützt sich die Anwendung von „Passiflorae herba“ somit (da gut dokumentierte, kontrollierte klinische Studie noch ausstehen) auf die seit langem belegte volksmedizinische Tradition und Ergebnisse tierexperimenteller Untersuchungen. Pharmakologisch wirksame Substanzen werden in der Stoffgruppe der Flavonoide vermutet.
Eine randomisierte, doppelblinde Phase-III-Studie mit nur 36 Probanden und ohne Placebo Kontrolle kam zum Ergebnis, dass Passionsblumen-Extrakt bei Patienten mit einer generalisierten Angststörung ein ähnliches Ergebnis liefert, wie die tägliche Gabe von 30 mg Oxazepam über einen Zeitraum von vier Wochen.
Zwei klinische Studien mit je nur 60 Teilnehmern zeigten, dass das Präparat die Angst vor einer Operation abmildern kann.
Die kombinierte Einnahme zusammen mit Clonidin bei einer Entzugstherapie zur Behandlung einer Opiat-Abhängigkeit steigerte die Wirkung des Clonidins in einer weiteren Studie mit 65 Probanden.
Eine Studie über die Wirkung der kombinierten Einnahme mit Extrakt des Echten Johanniskrauts kam zu dem Ergebnis, dass die Wirksamkeit der Wiederaufnahmehemmung für Serotonin gesteigert wurde. Beträgt die Hemmung bei Echtem Johanniskraut alleine 60 %, so bringt die Kombination mit Passionsblumenextrakt die Wirksamkeit in den Bereich des zum Vergleich herangezogenen Fluvoxamins, bei dem die Hemmung 90 % beträgt.
Eine Erhöhung der Dosierung verringert die Wirksamkeit allerdings wieder.

## Botanische Geschichte und Systematik

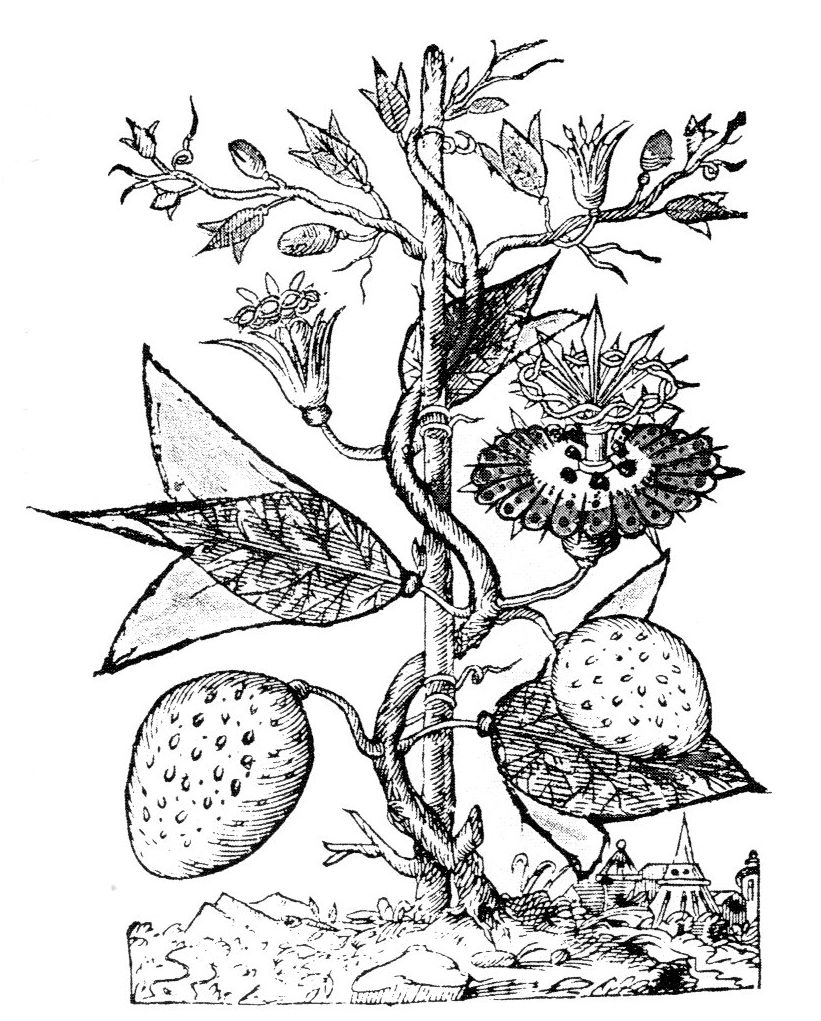
Stilisierte Darstellung einer Passionsblume (Simone Parlasca, 1609)

Die Gattungsbezeichnung Passiflora (von lat. passio = Leiden, flos = Blume) verweist auf die Passion Christi und erklärt sich aus den in frühen Beschreibungen religiös gedeuteten Merkmalen der Pflanzengattung, besonders ihrer Blüte. Dabei wurde beispielsweise die Nebenkrone als Dornenkrone interpretiert, die fünf Staubblätter als Wundmale, die drei Narben als Kreuznägel und die Sprossranken als Geißeln. Das ebenfalls aus dem Lateinischen stammende Art-Epitheton incarnata bedeutet die Fleisch Gewordene.

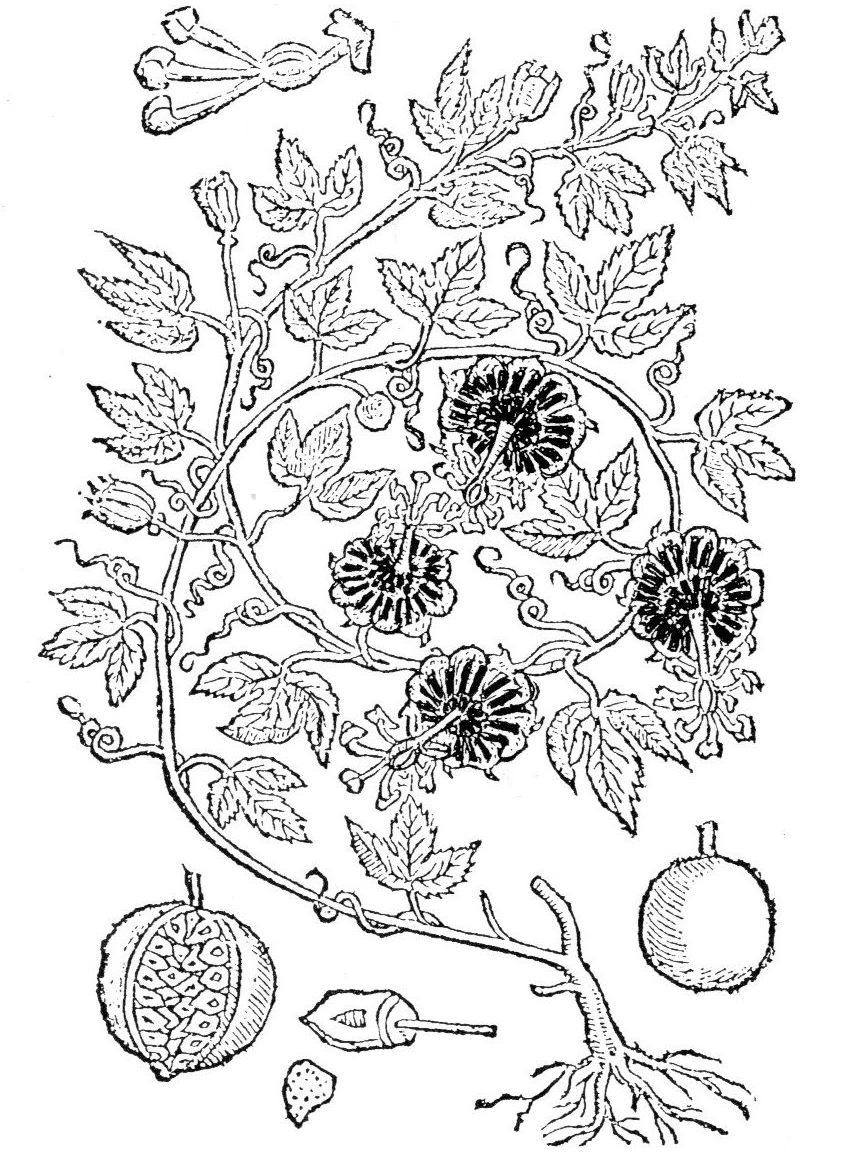
Holzstich von P. incarnata (Giovan Fabri, 1619)

Erste Beschreibungen und Darstellungen der Art Passiflora incarnata sind aus dem 17. Jahrhundert überliefert. In einer 1609 veröffentlichten Schrift des Dominikanermönchs und Missionars Simone Parlasca findet sich eine stark stilisierte und von religiöser Verklärung der Passionsblume geprägte Abbildung (so ist anstelle des Strahlenkranzes eine Dornenkrone dargestellt, anstelle der drei Narbenköpfe Nägel). In der Sekundärliteratur herrscht weitgehend Konsens, dass hier Passiflora incarnata als Vorbild diente.
Andere Autoren waren bestrebt, die Pflanze naturgetreu, frei von religiöser Symbolik darzustellen, so 1619 der italienische Illustrator Giovan Fabri.
Der Basler Botaniker Caspar Bauhin führte die Art 1623 unter dem Namen Clematis trifolia roseo clavato. 1628 (jedoch erst 1651 publiziert) führte Federigo Cesi erstmals die Bezeichnung Passiflora für die bislang auch als Granadilla bzw. Flos passionis bezeichnete Gattung ein. 1675 veröffentlichte Maria Sibylla Merian eine Darstellung der Pflanze im 1. Band ihres Neuen Blumenbuches.

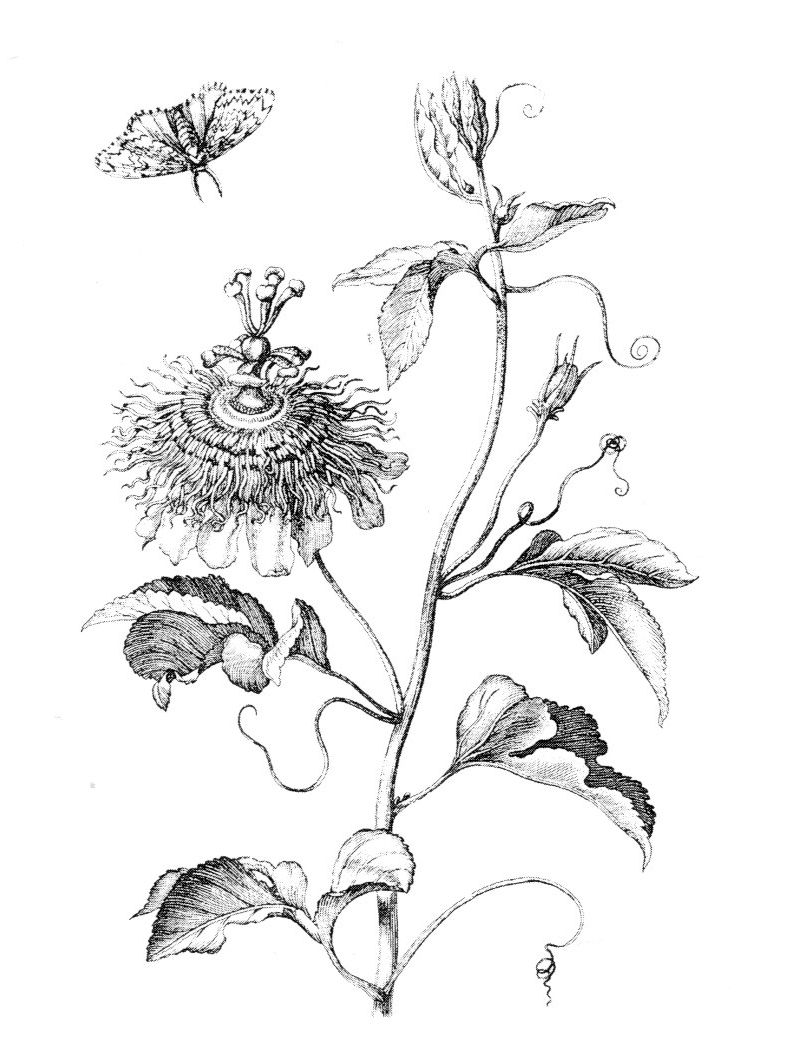
Darstellung von Passiflora incarnata (Maria Sibylla Merian, 1675)

1737 wurde die Gattungsbezeichnung Passiflora durch Carl von Linné etabliert und 1753 erfolgte die wissenschaftliche Erstbeschreibung von Passiflora incarnata 1753 im 2. Band seiner Species Plantarum. Das Typusexemplar wird unter der Nr. 1070.25 im Linné-Herbarium in Uppsala aufbewahrt. 1938 wurde Passiflora incarnata zudem zum Typus für die gesamte Gattung Passiflora erklärt.
Als Synonyme wurden folgende Bezeichnungen verwendet:
- Granadilla incarnata Medik.
- Passiflora edulis Sims var. kerii Mast.
- Passiflora incarnata L. var. integriloba DC.
- Passiflora kerii Spreng.

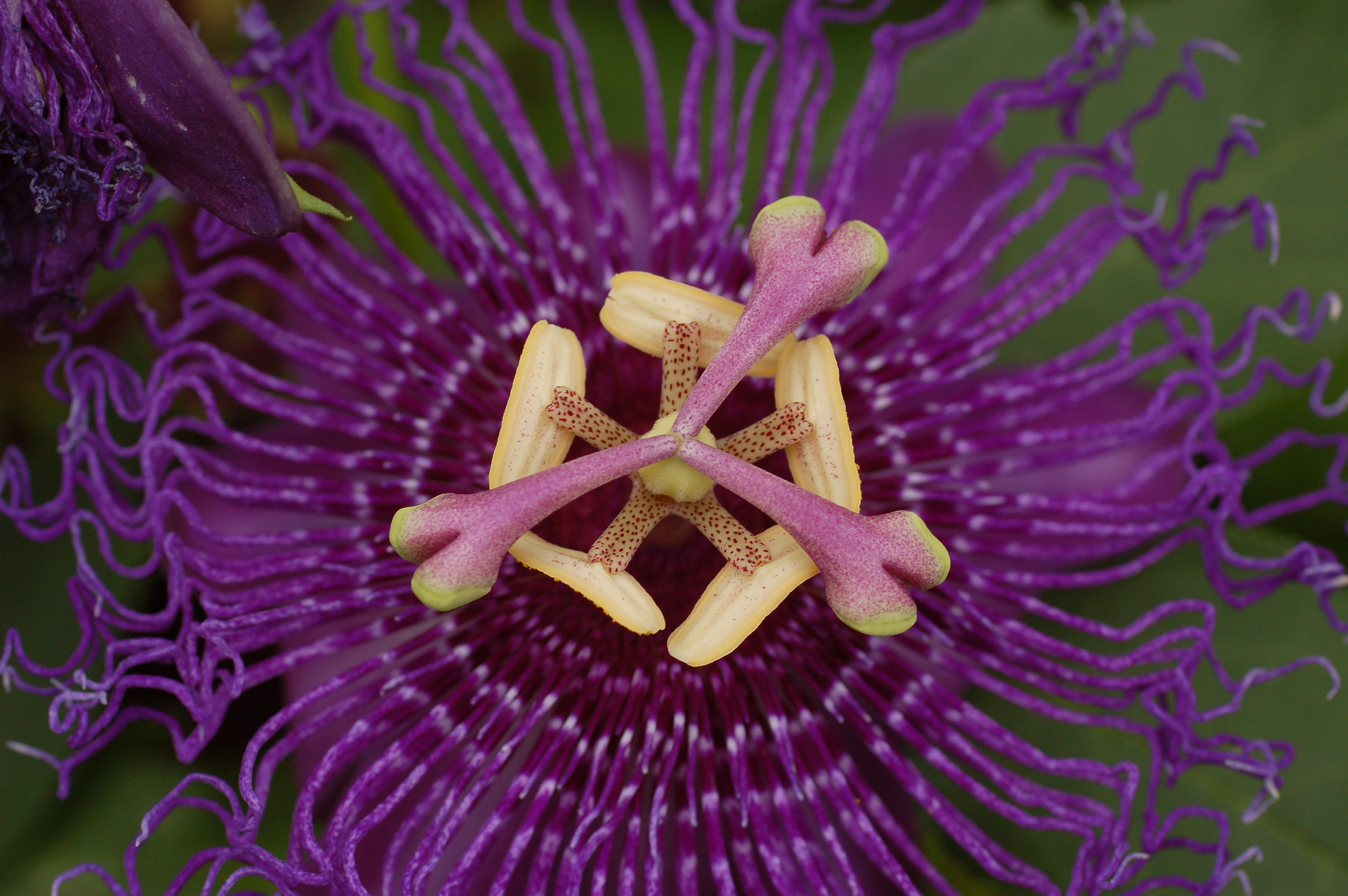
Blüte der Hybriden Passiflora ‚Incense‘

Neben einem weißblühenden Cultivar (Passiflora incarnata forma alba Waterf.) wurde Passiflora incarnata zur Züchtung mehrerer Hybriden herangezogen. Sie kann – wie viele Passionsblumen – mit anderen Arten der Gattung Passiflora gekreuzt werden. Zu nennen sind beispielsweise:
- Passiflora ‚Byron Beauty‘, eine 1989 im Rahmen eines USDA-Programmes aus einer Kreuzung mit Passiflora edulis hervorgegangene tetraploide Hybride.
- Passiflora x colvillii, 1824 von Colvill’s Nursery in England durch Kreuzung mit Passiflora caerulea gezüchtet; weist wie beide Elternteile eine hohe Frostresistenz auf.
- Passiflora ‚Incense‘, eine 1973 von der USDA selektierte Hybride mit Passiflora cincinnata, durch dunkelviolette Blüten gekennzeichnet.